# Сантучоне (Пескара)
Сантучоне (итал. Santuccione) је насеље у Италији у округу Пескара, региону Абруцо.
Према процени из 2011. у насељу је живело 263 становника. Насеље се налази на надморској висини од 104 м.